# Castello di Carpiano
Il castello di Carpiano sorge nell'omonimo comune vicino a Milano.

## Storia
Nel 1549 gli abitanti del castello, i padri certosini, riedificarono la struttura nella forma originaria che aveva quando era di proprietà della famiglia Pusterla e, successivamente, di Gian Galeazzo Visconti, che lo donò assieme ai terreni di Carpiano alla Certosa di Pavia. I frati modificarono la struttura che da castello fortificato divenne una grangia fortificata dalla forma rettangolare con quattro torri angolari. Con la sottomissione del Ducato di Milano da parte dell'Impero Austriaco, gli ordini religiosi vennero sciolti e, nel 1782, il castello e i suoi territori vennero donati dall'imperatore Giuseppe II al barone Giovanni Alessandro Brambilla, generale e chirurgo alla corte dell'imperatrice Maria Teresa d'Austria e, successivamente, nel 1859, vennero venduti al conte Giacomo Mellerio. Alla sua morte i suoi beni, compreso il castello e i suoi territori, vennero lasciati all'Onorevole congregazione del legato Pio Mellerio, divenuta poi Onorevole congregazione di Carità, negli ultimi anni E.C.A. e poi II.PP.A.B..
Sul fianco della torre di sud-ovest si trova una loggetta creata con le piccole colonne tortili (provenienti dal protiro posto all'esterno della chiesa) e pareti ancora oggi affrescate. L'entrata al castello, una volta completamente affrescata con la figura della Vergine, della Certosa di Pavia, di rose del Carmelo e di gigli, è una torre molto più bassa delle altre torri, dotata di ponte levatoio sul fossato che circondava il castello. Nell'entrata si trovava la porta che conduceva alla foresteria, da un lato, e dall'altro le scale che conducevano alle sale del piano superiore. Opposte alle sale si trovavano le stalle. Sul lato corto si trovavano le sale del refettorio, il chiostro e l'oratorio dedicato a san Brunone (protettore e fondatore dell'Ordine Certosino) consacrato nel 1645, dove ancora oggi sono visibili diversi affreschi ancora in buono stato e un passaggio voltato completamente affrescato raffiguranti nel centro il crisma radiante circondato da medaglioni e sulla lunetta l'Annunciazione. Tutte le decorazioni in marmo (provenienti dalla Certosa di Pavia e si presume che alcuni siano opera di Giovanni Antonio Amadeo) e gli affreschi presentano la scritta GRA CAR (visibile anche nella chiesa) che significa GRAtiarum CARthusia. Ancora oggi sono visibili e ben conservate delle sale particolari al piano terreno come la ghiacciaia con copertura a cupola, sale con copertura voltate a crociera. Le sale del piano superiore sono tutte dipinte con colori bianco e rosa e tutte dotate di grossi camini visibili anche all'esterno grazie ai comignoli gotici sul prospetto sud.

## Cronologia interventi
- 1549: Ricostruzione del castello nella sua forma originale
- XVI secolo: Realizzazione delle decorazioni in marmo di Candoglia (lo stesso del Duomo di Milano e della Certosa di Pavia) e degli affreschi (ancora oggi visibili)

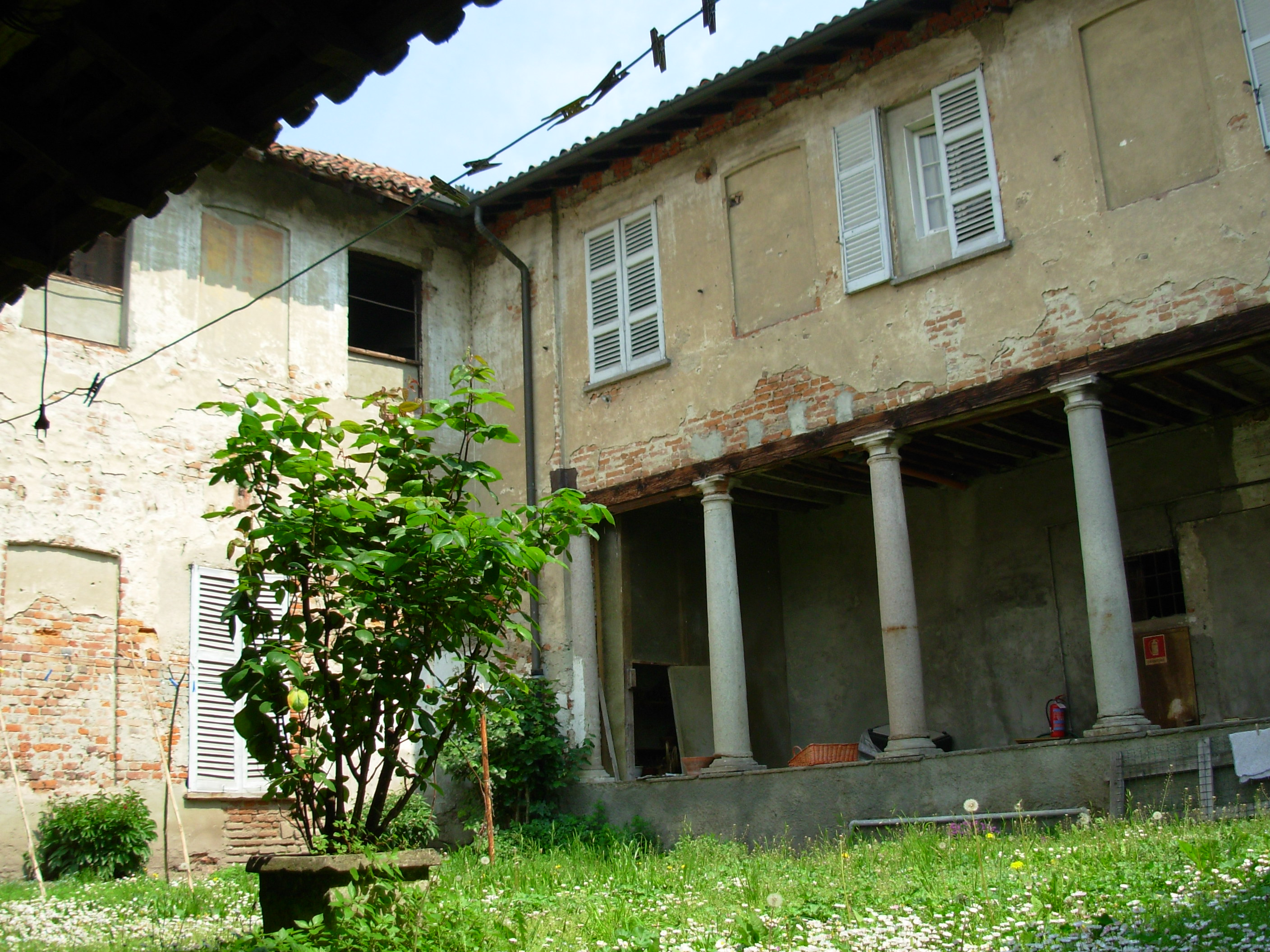
Chiostro del Castello

- 1549-1782: di proprietà di Gian Galeazzo Visconti e donato ai Padri Certosini
- 1590-1615: in affitto alla famiglia De Castellatis
- 1782: di proprietà dell'imperatore Giuseppe II d'Austria
- 1782-1830: di proprietà dei baroni Brambilla di Carpiano
- 1830-1847: di proprietà del conte Giacomo Mellerio
- 1847-1859: di proprietà dell'Amministrazione del Legato Pio Mellerio
- 1859-1867: di proprietà dell'Amministrazione dei Luoghi Pii Elemosinieri di Milano
- 1863-1874: in affitto a Carlo Peroni
- 1863-1864: realizzazione della Casirola del latte e del formaggio
- 1867-1900: di proprietà dell'Onorevole Congregazione di Carità
- 1900-oggi: di proprietà dell'II.PP.A.B., ex E.C.A. ed ex Onorevole Congregazione di Carità
- 1874-1919: in affitto alla famiglia Valvassori Peroni
- 1919-1963: in affitto ai fratelli Radaelli
- 1953-1980: sistemazione e manutenzione edifici da parte dell'E.C.A ed opere di riparazione e realizzazioni di tre appartamenti nella vecchia foresteria
- 1963-oggi: in affitto ai fratelli Negroni
- 1990: rifacimento totale del manto di copertura e realizzazioni delle nuove stalle del castello
- 1991-2006: Opere di manutenzione generale
- 2024: un incendio causa il crollo del tetto della stalla